# 리시스키역
리시스키역(러시아어: Рижский вокзал)은 러시아 모스크바에 위치한 모스크바의 9개 철도 터미널 중 하나이다. 모스크바 철도에서 운영 중인 이 역은 역전에 모스크바 철도 박물관도 소장하고 있다. 리시스키 역은 모스크바의 모든 "복잘" 중에서는 최고의 건축물을 갖는다.
미라 애비뉴와 수시욥스키 발 건너편에 있는 리시스카야 광장에 위치한다. 모스크바의 철도 터미널 중에서 상대적으로 덜 붐비는 역이지만, 라트비아와의 연결은 모스크바에서의 유일한 철도 터미널로 이용률은 높다. 두 개의 대도로 교차점에서 리시스키는 홀리데이 인 호텔과 큰 시장, 수 많은 모스크바 아파트 및 사무실과 인접해 있다.

## 교통
칼루시스코 리시스카야 선의 리시스카야 역이 인근에 위치한다.

## 목적지

### 장거리
| 열차 번호 | 열차 이름                                | 목적지 | 운영          |
| --------- | ---------------------------------------- | ------ | ------------- |
| 001/002   | 라트비아 익스프레스 (Latvijas Ekspresis) | 리가   | 라트비아 철도 |

### 타지역
| 국가   | 목적지                                     |
| ------ | ------------------------------------------ |
| 러시아 | 르제프, 벨리키예루키, 볼로콜람스크, 세베시 |

### 교외 지역
교외 통근 열차는 파벨레츠키 역과 모스크바 철도의 파벨레츠키 교외 방향의 역 및 플랫폼을 연결하며, 비드노예(라스토르구예보 철도 플랫폼), 도모데도보, 슈피노, 카시라, 오제렐리예 마을과 도모데도보 공항을 연결한다.
교외 통근 열차(엘렉트리히카)는 모스크바 철도의 리즈스키 교외 방향의 역과 플랫폼, 데돕스크, 볼로콜람스크, 이스트라, 크라스노고르스크의 지역으로 연결한다.

## 리시스키 역 모스크바 철도 박물관
2004년, 모스크바 철도 박물관의 야외 전시관이 리시스키 철도역 앞에 문을 열었다. 다른 장소의 박물관 건물은 모스크바 파벨레츠키 철도 터미널 옆에 있는 현대 박물관 건물에 있는 레닌의 장례 열차가 전시된 곳이다.

## 같이 보기
- 핀랸츠키역
- 철도박물관 목록